# Социалистическа партия на Сърбия
Социалистическата партия на Сърбия (на сръбски: Социјалистичка партија Србије) е лявоцентристка социалистическа политическа партия в Сърбия. Една от най-старите партии в посткомунистическа Югославия. Първият ѝ лидер е президентът на Югославия Слободан Милошевич.
Тя е основана през 1990 година със сливането на сръбските подразделения на Съюза на комунистите в Югославия и Социалистическия съюз на трудовия народ на Сърбия. Оглавявана от Слободан Милошевич, партията е управляваща до 2000 година, включително по време на Югославските войни, като заема лявонационалистически позиции. След 2000 година Социалистическата партия на Сърбия заема по-умерени позиции след свалянето на Слободан Милошевич от власт.
След изборите от 2008 година Социалистическата партия става част от доминираното от Демократическата партия правителство на Мирко Цветкович. През юли 2012 година лидерът на партията Ивица Дачич става министър-председател на Сърбия, оглавявайки коалиция със Сръбската прогресивна партия и няколко по-малки партии.